# Tipang
Tipang is een bestuurslaag in het regentschap Humbang Hasundutan van de provincie Noord-Sumatra, Indonesië. Tipang telt 1653 inwoners (volkstelling 2010).